# Конников, Александр Николаевич
Алекса́ндр Никола́евич Ко́нников (род. 1 декабря 1942) — советский легкоатлет, специалист по бегу на короткие дистанции. Выступал за сборную СССР по лёгкой атлетике в начале 1970-х годов, чемпион Европы в помещении, призёр первенств всесоюзного и республиканского значения. Преподаватель Белорусского государственного университета физической культуры. Кандидат педагогических наук.

## Биография
Родился 1 декабря 1942 года.
Окончил Казахский химико-технологический институт и заочно  Белорусский Государственный Орденоносный институт физической культуры.
Занимался лёгкой атлетикой в Чимкенте, выступал за добровольное спортивное общество «Локомотив». Затем переехал на постоянное жительство в Минск, где учился на кафедре лёгкой атлетики в Белорусском государственном институте физической культуры.
Впервые заявил о себе на всесоюзном уровне в сезоне 1968 года, когда на чемпионате СССР в Ленинакане с результатом 46,9 стал серебряным призёром в беге на 400 метров, уступив только ленинградцу Борису Савчуку.
В 1970 году в составе советской сборной и выступил на чемпионате Европы в помещении в Вене, где вместе с соотечественниками Сергеем Крючком, Владимиром Колесниковым и Иваном Ивановым одержал победу в смешанной эстафете 400 + 600 + 800 + 1000 метров (бежал на стартовом 400-метровом этапе).
В 1971 году на чемпионате страны в рамках V летней Спартакиады народов СССР в Москве с командой Белорусской ССР выиграл бронзовую медаль в программе эстафеты 4 × 400 метров.
Впоследствии работал преподавателем в Белорусском государственном университете физической культуры, в 1996—2009 годах заведовал кафедрой лёгкой атлетики. Кандидат педагогических наук. Доцент. В течение 12 лет выполнял обязанности ученого секретаря Регионального совета по защите диссертаций при Академии физического воспитания и спорта.